# Pero notodontina
Pero notodontina là một loài bướm đêm trong họ Geometridae.